# Corona (satellit)
 Denne artikel bør gennemlæses af en person med fagkendskab for at sikre den faglige korrekthed.
    Den tilsvarende artikel på engelsk har et andet indhold

 For alternative betydninger, se Corona. (Se også artikler, som begynder med Corona)
CORONA var den første amerikanske spionsatellit-serie der var i stand til at fotografere. Satellitterne var i brug fra august 1960 til maj 1972.
Navnet CORONA var et af CIAs kodeord for klassificeret information. Siden 1995 er information om CORONA afklassificeret.